# 雪葩

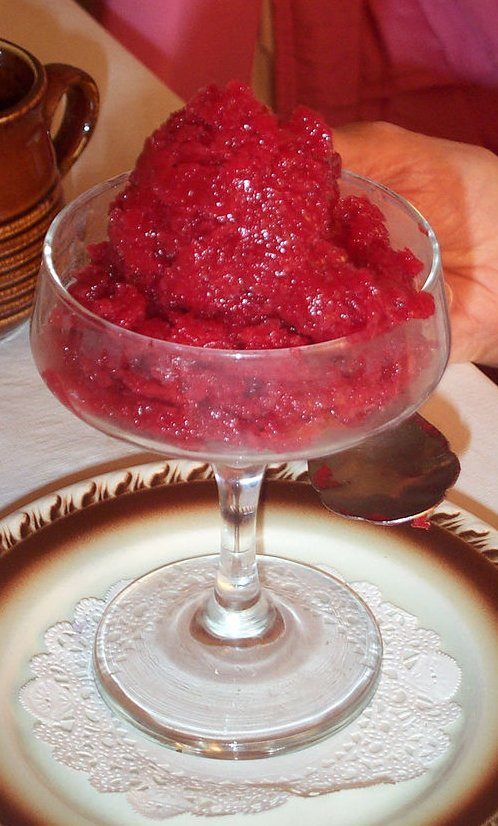
紅莓雪葩

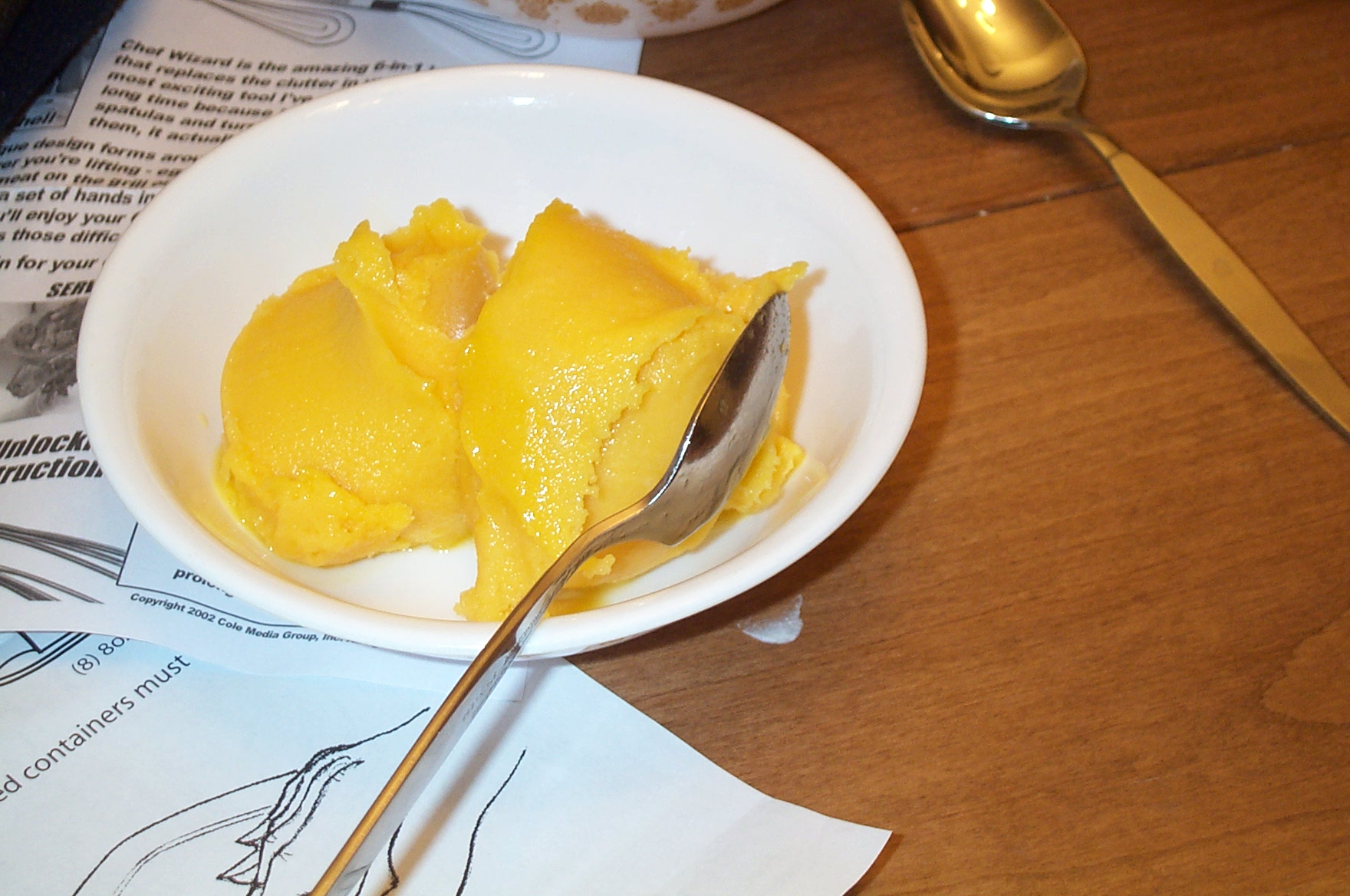
芒果雪葩

雪酪（sorbet）又稱冰糕、沙碧，是西式冰品、甜品的一種，口感類似冰淇淋。製法是將新鮮水果冷凍至結冰後磨成沙冰。與雪糕的最大分別，在於其不含牛奶或植物奶的成份，適合對牛奶敏感的人士食用。而且雪葩不額外添加糖分，故較雪糕健康。
在傳統西菜中，位於在頭盤與主菜之間，有清除餘味之用。

## 相關
- 泡泡冰